# Everybody (minialbum)
Everybody – piąty koreański minialbum południowokoreańskiej grupy SHINee, wydany na płycie CD 14 października 2013 roku przez SM Entertainment. Osiągnął 1 pozycję na listach przebojów w Korei Południowej, sprzedając się w ilości 147 857 egzemplarzy (stan na grudzień 2016). Album był promowany przez singel Everybody.

## Lista utworów
| Nr | Tytuł                                                                                        | Słowa                  | Kompozycja i aranżacja                                                                   | Czas |
| -- | -------------------------------------------------------------------------------------------- | ---------------------- | ---------------------------------------------------------------------------------------- | ---- |
| 1. | "Everybody"                                                                                  | Cho Yoon-kyung         | Thomas Troelsen, Coach & Sendo                                                           | 4:09 |
| 2. | "Sangsabyeong (Symptoms)" (kor. 상사병 (Symptoms))                                           | Kim Jong-hyun          | The Underdogs                                                                            | 3:49 |
| 3. | "Bis Sog New York (Queen of New York)" (kor. 빗 속 뉴욕 Bis Sog Nyu Yog (Queen of New York)) | Kenzie                 | Kenzie, Andrew Choi, Kim Jung-bae                                                        | 3:19 |
| 4. | "1 Bunman (One Minute Back)" (kor. 1분만 (One Minute Back))                                  | Jeon Gandi             | Trinity Music (Fredrik Haggstam, Sebastian Lundberg, Johan Gustafson), Andrew Jackson    | 3:43 |
| 5. | "Destination"                                                                                | Kim Min-jung, Minho    | Anne Judith Wik, Herbie Crichlow, Erik Lidbom, Jean Beauvoir, Escoffery, Michelle Andrea | 3:40 |
| 6. | "Dadajwo (Close the Door)" (kor. 닫아줘 (Close the Door))                                    | Jinbo, Minho           | Jinbo                                                                                    | 4:01 |
| 7. | "Colorful"                                                                                   | Jeon Gandi, Minho, Key | Stephan Elfgren, Anders Wigelius                                                         | 4:07 |

## Notowania

### Notowania minialbumu
| Kraj              | Lista                              | Najwyższa pozycja |
| ----------------- | ---------------------------------- | ----------------- |
| Korea Południowa  | Gaon Weekly Album Chart            | 1                 |
| Korea Południowa  | Gaon Monthly Album Chart           | 1                 |
| Korea Południowa  | Gaon Yearly Album Chart            | 16                |
| Japonia           | Oricon Albums Chart                | 7                 |
| Tajwan            | G-Music Asia Chart                 | 1                 |
| Tajwan            | G-Music Combo Chart                | 7                 |
| Tajwan            | Taiwan's KKBOX K-Pop Daily Chart   | 10                |
| Tajwan            | Taiwan's KKBOX K-Pop Weekly Chart  | 20                |
| Tajwan            | Taiwan's KKBOX K-Pop Monthly Chart | 24                |
| Stany Zjednoczone | Billboard World Albums             | 2                 |
| Stany Zjednoczone | Billboard Heatseekers              | 20                |

#### Notowania innych utworów
| Piosenka                             | Najwyższa pozycja |
| ------------------------------------ | ----------------- |
| Everybody                            | 1                 |
| Sangsabyeong (Symptoms)              | 12                |
| 1 Bunman (One Minute Back)           | 32                |
| Dadajwo (Close the Door)             | 31                |
| Colorful                             | 36                |
| Bis Sog New York (Queen of New York) | 37                |
| Destination                          | 42                |

## Sprzedaż
| Lista           | Ilość          |
| --------------- | -------------- |
| Gaon (płyty CD) | 140 073 (2013) |
| Oricon          | 22 365         |